# 5653 Camarillo
Az 5653 Camarillo (ideiglenes jelöléssel 1992 WD5) egy földközeli kisbolygó. Eleanor F. Helin,  Kenneth Lawrence fedezte fel 1992. november 21-én.